# Autoroute A 450
Die Autoroute A 450 ist eine französische Autobahn mit Beginn in Pierre-Bénite und dem Ende in Brignais. Sie hat eine Länge von insgesamt 8,0 km und wurde am 15. Oktober 1962 eröffnet. 